# Yvan Goll
Yvan Goll, también Iwan G. o Ivan G., de nombre real Isaac Lang (Saint-Dié-des-Vosges, 29 de marzo de 1891 - París, 27 de febrero de 1950) fue un poeta francoalemán. 

## Vida
Yvan Goll vino al mundo en 1891 en Saint-Dié-des-Vosges, una ciudad de los Vosgos que había sido francesa hasta 1871, y que entonces formaba parte de Alemania. Sus habitantes se sentían sin embargo en su mayor parte franceses. Estudió en la Universidad de Estrasburgo, donde empezó estudiando derecho y terminó doctorándose en 1912 en filosofía. Impulsado por sus creencias pacifistas escapó del servicio militar al emigrar a Suiza al principio de la Primera Guerra Mundial, en 1914. Vivió en Zúrich, Lausana y Ascona.
Tras el final de la guerra se trasladó a París. Allí se casó con la periodista Claire Goll, que estaba separada del editor Heinrich Studer (1889 -1961). Ambos se exiliaron en 1939, al principio de la Segunda Guerra Mundial, en Nueva York. En 1947 volvieron a París. 
Murió en 1950, a los 58 años, en Neuilly-sur-Seine, un suburbio de París. La vida de Goll transcurrió entre varias identidades, como queda ilustrado por sus palabras: Por el destino judío, por casualidad nacido en Francia, por los sellos etiquetado como alemán.

## Cronología de su obra
- 1912 Lothringische Volkslieder
- 1914 Der Panamákanal
- 1917 Requiem. Für die Gefallenen von Europa
- 1922 Methusalem oder Der ewige Bürger
- 1922 Melusine. Schauspiel. UA 1956 Wiesbaden
- 1925 Poèmes d'Amour (mit Claire Aischmann)
- 1926 Poèmes de Jalousie (mit Claire Aischmann)
- 1927 Poèmes de la Vie et de la Mort (mit Claire Aischmann)
- 1927 Die Eurokokke (Französisch: Lucifer Vieillissant)
- 1927 Le Microbe de l'Or
- 1928 Der Mitropäer (Neuauflage 1987 in Berlin: Argon)
- 1929 Agnus Dei
- 1930 Sodome et Berlin
- 1946 Fruit from Saturn
- 1960 Dichtungen (Aus dem Nachlass)
- 1962 Ausgewählte Gedichte Reclam, Stuttgart 1962 u.ö. (66 S.)
- 1968 Gedichte, Eine Auswahl Hg. René A. Strasser, Magica, Meilen/Zürich [1968] (438 S.)

- Datos: Q527024
- Multimedia: Yvan Goll / Q527024